# Вирлово
Вирлово — деревня в Вологодском районе Вологодской области.
Входит в состав Кубенского сельского поселения (с 1 января 2006 года по 8 апреля 2009 года входила в Вепревское сельское поселение), с точки зрения административно-территориального деления — в Вепревский сельсовет.
Расстояние до районного центра Вологды по автодороге — 64 км, до центра муниципального образования Кубенского по прямой — 18 км. Ближайшие населённые пункты — Молоково, Семёнково, Василёво, Еляково.
По переписи 2002 года население — 10 человек.